# Prunella prunelliformis
Prunella prunelliformis là một loài thực vật có hoa trong họ Hoa môi. Loài này được (Maxim.) Makino miêu tả khoa học đầu tiên năm 1906.